# 대한민국 민법 제77조
대한민국 민법 제77조는 해산사유를 규정한 민법총칙 조문이다. 본 조 제2항은 "사단법인은 사원이 없게 되거나 총회의 결의로도 해산한다"는 쓰다가 만 문장같이 문법의 기초도 갖추지 못한 어처구니없는 비문으로 민법 제정 이래 현재까지 남아 있다.

## 조문
제77조(해산사유) ① 법인은 존립기간의 만료, 법인의 목적의 달성 또는 달성의 불능 기타 정관에 정한 해산사유의 발생, 파산 또는 설립허가의 취소로 해산한다.
②사단법인은 사원이 없게 되거나 총회의 결의로도 해산한다.

## 같이 보기
- 재단법인

## 참고 문헌
- 오현수, 일본민법, 진원사, 2014. ISBN 978-89-6346-345-2
- 오세경, 대법전, 법전출판사, 2014 ISBN 978-89-262-1027-7
- 이준현, LOGOS 민법 조문판례집, 미래가치, 2015. ISBN 979-1-155-02086-9